# Dean van der Sluys
Dean van der Sluys (Oss, 29 augustus 1995) is een Nederlands professioneel voetballer die doorgaans speelt als linksback. In juli 2025 verruilde hij De Treffers voor Kozakken Boys.

## Clubcarrière
Van der Sluys speelde in zijn geboorteplaats voor RKSV Margriet, waar hij werd gescout door profclub FC Oss. Die club verliet hij na een tijd voor FC Den Bosch, maar in de zomer van 2014 keerde de verdediger terug naar FC Oss. Van der Sluys debuteerde voor de club op 23 november 2014, toen met 2–2 gelijk werd gespeeld tegen Sparta Rotterdam. Tijdens dit duel mocht hij van coach Wil Boessen een kwartier voor tijd invallen voor Jeffrey Ket. Op dat moment stond het gelijk nadat zowel Paul Gladon als Justin Mathieu gescoord had. Beide spelers troffen na de invalbeurt van de verdediger ook nog doel. Zijn eerste doelpunt volgde op 14 maart 2016, tegen zijn oude club FC Den Bosch. Hij zette Oss veertien minuten voor tijd op voorsprong, daarvoor hadden Richard van der Venne en Arda Havar al gescoord. In de blessuretijd besliste Istvan Bakx de stand op 3–1. In het seizoen 2016/17 kwam hij onder coach François Gesthuizen niet aan spelen toe. Toen die ontslagen werd, kwam Klaas Wels als interim-trainer en die liet Van der Sluys aan het einde van het seizoen nog zes wedstrijden meespelen. Hierop werd ook zijn verbintenis verlengd tot medio 2018, met een optie op een jaar extra. Wels werd na dit seizoen eindverantwoordelijke bij Oss en onder hem kreeg Van der Sluys een vaste basisplaats in het seizoen 2017/18. Hierop werd ook de optie in zijn contract gelicht.
In juli 2019 verruilde hij TOP Oss voor het naar Eredivisie gepromoveerde RKC Waalwijk. In de eerste seizoenshelft kwam hij aan geen minuut aan spelen toe, waardoor hij in januari 2020 terugkeerde bij TOP Oss, waar hij tot juni 2020 tekende. Een halfjaar na zijn terugkeer in Oss, verkaste Van der Sluys opnieuw. Nu werd Helmond Sport zijn nieuwe werkgever. Twee seizoenen later vertrok hij uit Helmond, om voor de tweede maal terug te keren bij TOP Oss. In de zomer van 2023 besloot Van der Sluys om Nederland te verlaten en hij tekende tot het einde van het kalenderjaar bij FK Jerv. Nadat zijn contract was afgelopen, ging de verdediger voor De Treffers spelen. Anderhalf jaar later verkaste de verdediger naar Kozakken Boys.

## Clubstatistieken
| Seizoen | Club          | Competitie     | Competitie | Competitie | Beker | Beker | Internationaal | Internationaal | Nacompetitie | Nacompetitie | Totaal | Totaal |
| Seizoen | Club          | Competitie     | Wed.       | Dlp.       | Wed.  | Dlp.  | Wed.           | Dlp.           | Wed.         | Dlp.         | Wed.   | Dlp.   |
| ------- | ------------- | -------------- | ---------- | ---------- | ----- | ----- | -------------- | -------------- | ------------ | ------------ | ------ | ------ |
| 2014/15 | TOP Oss       | Eerste divisie | 21         | 0          | 1     | 0     | —              | —              | 1            | 0            | 23     | 0      |
| 2015/16 | TOP Oss       | Eerste divisie | 16         | 1          | 1     | 0     | —              | —              | —            | —            | 17     | 1      |
| 2016/17 | TOP Oss       | Eerste divisie | 6          | 1          | 1     | 0     | —              | —              | —            | —            | 7      | 1      |
| 2017/18 | TOP Oss       | Eerste divisie | 37         | 2          | 1     | 0     | —              | —              | —            | —            | 38     | 2      |
| 2018/19 | TOP Oss       | Eerste divisie | 27         | 0          | 1     | 0     | —              | —              | 0            | 0            | 28     | 0      |
| 2019/20 | RKC Waalwijk  | Eredivisie     | 0          | 0          | 0     | 0     | —              | —              | —            | —            | 0      | 0      |
| 2019/20 | TOP Oss       | Eerste divisie | 9          | 0          | 1     | 0     | —              | —              | —            | —            | 10     | 0      |
| 2020/21 | Helmond Sport | Eerste divisie | 35         | 1          | 1     | 0     | —              | —              | —            | —            | 36     | 1      |
| 2021/22 | Helmond Sport | Eerste divisie | 36         | 0          | 1     | 0     | —              | —              | —            | —            | 37     | 0      |
| 2022/23 | TOP Oss       | Eerste divisie | 30         | 0          | 1     | 0     | —              | —              | —            | —            | 31     | 0      |
| 2023    | FK Jerv       | 1. divisjon    | 7          | 0          | 0     | 0     | —              | —              | —            | —            | 7      | 0      |
| 2023/24 | De Treffers   | Tweede divisie | 12         | 0          | 0     | 0     | —              | —              | —            | —            | 12     | 0      |
| 2024/25 | De Treffers   | Tweede divisie | 17         | 0          | 1     | 0     | —              | —              | —            | —            | 18     | 0      |
| 2025/26 | Kozakken Boys | Tweede divisie | 0          | 0          | 0     | 0     | —              | —              | —            | —            | 0      | 0      |
| Totaal  | Totaal        | Totaal         | 253        | 5          | 10    | 0     | 0              | 0              | 1            | 0            | 264    | 5      |

Bijgewerkt op 3 juli 2025.